# 이장희 (1935년)
이장희(1935년 8월 22일~2024년 5월 22일)는 대한민국의 정치인이다. 제14대 국회의원을 지냈다.

## 역대 선거 결과
|  | 29.2% |

|  | 8.86% |

|  | 3.7% |